# Frida Hyvönen

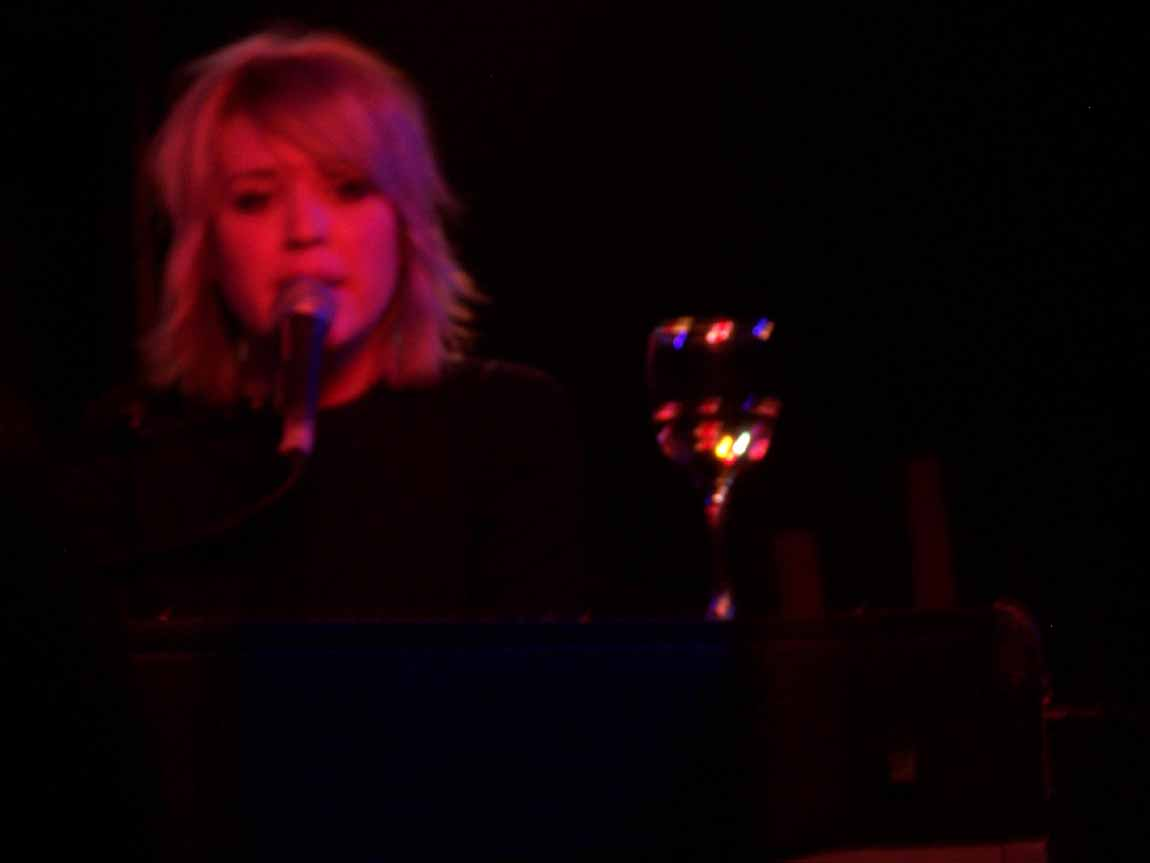
Frida Hyvönen, 2006

Anna Frida Amanda Hyvönen (* 30. Dezember 1977 in Robertsfors) ist eine schwedische Singer-Songwriterin.

## Biografie
Frida Hyvönen wuchs im nordschwedischen Robertsfors auf. Später zog sie nach Stockholm, wo sie ihr erstes Album Until Death Comes zusammen mit dem Produzenten Jari Haapalainen von The Bear Quartet unter dem Label Licking Fingers von The Concretes veröffentlichte. Das Album war in Schweden erfolgreich und wurde mit dem Stockholm-Preis der Zeitung Nöjesguiden ausgezeichnet. Daraufhin wurde sie vom Label Secretly Canadian unter Vertrag genommen, das das Album 2006 auch außerhalb Schwedens in den Handel brachte. Im selben Jahr tourte sie mit den schwedischen Singer-Songwritern Jens Lekman sowie José González.
2006 schuf sie mit Pudel den Soundtrack zu einer Tanzperformance der Choreographin Dorte Olsen.
2008 veröffentlichte Frida Hyvönen, wiederum mit dem Produzenten Jari Haapalainen, ihr drittes Album, Silence Is Wild, das es bis auf Platz 9 der schwedischen Charts schaffte.

## Diskografie

### Alben
| Jahr | Titel                                                           | Höchstplatzierung, Gesamtwochen, AuszeichnungChartsChartplatzierungen (Jahr, Titel, Platzierungen, Wochen, Auszeichnungen, Anmerkungen) | Anmerkungen |
| Jahr | Titel                                                           | SE | Anmerkungen |
| ---- | --------------------------------------------------------------- | --- | ----------- |
| 2005 | Until Death Comes                                               | SE20 (8 Wo.)SE |             |
| 2007 | Frida Hyvönen Gives You: Music from the Dance Performance Pudel | SE27 (2 Wo.)SE |             |
| 2008 | Silence Is Wild                                                 | SE9 (21 Wo.)SE |             |
| 2012 | To the Soul                                                     | SE4 (9 Wo.)SE |             |
| 2016 | Kvinnor och barn                                                | SE20 (9 Wo.)SE |             |
| 2021 | Dream of Independence                                           | SE34 (9 Wo.)SE |             |

Weitere Alben
- Frida Hyvönen Gives You: Music from Drottninglandet (2009)
- Frida Hyvönen Gives You: Music From Kungariket (2015)